# Walter Begtol Ross
Walter Begtol Ross (ook: Walter Beghtol) (Lincoln (Nebraska), 3 oktober 1936) is een Amerikaans componist, muziekpedagoog, hoornist en fluitist.

## Levensloop
Ross groeide op in Nebraska en werd op 17-jarige leeftijd hoornist in een orkest. Later wisselde hij als hoornist in de University of Nebraska symphonic band en als fluitist in een barok-ensemble. Hij studeerde vier jaar ingenieur-wetenschappen en astronomie. Aansluitend studeerde hij muziek aan de Universiteit van Nebraska-Lincoln in zijn geboortestad. Zijn leraar voor compositie was Robert Beadell en behaalde zijn Bachelor of Music en zijn Master of Music. Zijn studies voltooide hij aan de Cornell University in Ithaca (New York) onder andere bij Robert Palmer en Karel Husa. In deze tijd kreeg hij een studiebeurs van de organisatie van Amerikaanse staten en kon ermee privé bij Alberto Ginastera in Argentinië studeren. Hij slot zijn studies aan de Cornell University af met de promotie tot Doctor of Musical Art.
De invloeden van een extensieve uitvoeringspraktijk en zijn uitgebreide studies bij bekende componisten is duidelijk herkenbaar in zijn meer dan 100 composities. Hij kreeg een aantal onderscheidingen en prijzen voor zijn werken. Ross was een aantal jaren voorzitter van de "Southeastern Composers League" en was en is lid van vele jury's van nationale en internationale compositie-wedstrijden. Nu woonachtig in Charlottesville is hij regelmatig gastdocent bij het Aspen Music Festival. Tegenwoordig is hij bestuurslid van de Capital Composers Alliance.

## Composities

### Werken voor orkest

#### Symfonieën
- 1976 A Jefferson Symphony, voor tenor, gemengd koor en orkest
  1. Revolution
  2. Prayer for Peace
  3. Vision
- 1987 Sinfonietta Concertante, voor strijkorkest
- 1994 Symphony nr. 2, voor strijkorkest
  1. Andante cantabile
  2. Allegro capriccioso
  3. Andante grazioso
  4. Allegro con spirito

#### Concerten voor instrumenten en orkest
- 1961 Concerto, voor blazerskwintet, strijkorkest en piano
- 1966 Concerto for Brass Quintet, voor koperkwintet en orkest
- 1970 Concerto nr. 1, voor trombone en orkest
- 1977 Concerto, voor blazerskwintet en strijkorkest
  1. Allegro vivace
  2. Poco andante
  3. Allegro gioviale
- 1982 Concerto nr. 2, voor trombone en orkest
  1. Poco adagio - allegro energico
  2. Allegro animato
  3. Adagio - allegro vivo
- 1983 Concerto, voor fagot en strijkorkest
  1. Allegro agitato
  2. Adagietto pastorale
  3. Allegro vivace
- 1984 Concerto, voor hobo, strijkorkest en harp
  1. Romanza
  2. Pastorale
  3. Danza
- 1987 Concerto, voor dwarsfluit, gitaar en orkest
- 1991 Concerto "Mosaics", voor piano en orkest
  1. Energico
  2. Largo malincolico
  3. Allegro misterioso
- 1994 Concerto, voor klarinet, strijkorkest, piano en slagwerk
  1. Fantasia
  2. Romanza
- ' Capriccio
- 1995 Concerto, voor contrabas en orkest
  1. Dramatico - Allegro fantastico
  2. Grazioso
  3. Allegro energico
- 1996 Concerto, voor viool en orkest
  1. Fantasia
  2. Blue Nocturne
  3. Badinage
- 1998 Concerto, voor hobo d'amore en strijkorkest
  1. Grazioso
  2. Andante amabile
  3. Allegro animato
- 2005 Concerto, voor trompet en orkest

#### Andere orkestwerken
- 1961 Night in Hell, voor spreker, strijk- en blazersensemble - tekst: Rimbeau, "A Season in Hell"
- 1980 Nocturne, voor strijkorkest
- 1986 Overture to the Virginian Voyage, voor orkest
- 1987 Serenade on Barbara Allen, voor dwarsfluit en strijkorkest
- 1990 Fantastic Dances, voor strijkorkest
- 1992 Scherzo Festivo, voor jeugd- of schoolorkest
- 1993 A Celebration of Dances, voor jeugd- of schoolorkest

### Werken voor harmonieorkest
- 1970 Old Joe's Fancy, voor saxofoonkwartet en harmonieorkest
- 1973 Concerto, voor tuba en harmonieorkest
  1. Overture
  2. Berceuse
  3. Toccata
- 1974 Jefferson Festival March, voor harmonieorkest
- 1976 Capriccio Furioso, voor eufonium en harmonieorkest
- 1985 Overture to an American Comedy
- 1985 The Silver Mace
- 1988 Concerto, voor eufonium, symfonisch koperensemble en pauken
  1. Fantasia
  2. Choral variations
  3. Scherzo
- 2000 Capriccio Gallico, voor fagot en harmonieorkest
- 2007 Blow the Man Down, voor eufonium/tuba-kwartet en harmonieorkest

### Missen, cantates en gewijde muziek
- 1961 Requiem Mass, voor gemengd koor, koperensemble en pauken
- 1997 The Pleasure's in Walking Through, cantate voor mezzosopraan, gemengd koor en orkest - tekst: Rita Dove

### Theaterwerken

#### Opera's
| Voltooid in | titel               | aktes  | première | libretto                                 |
| ----------- | ------------------- | ------ | -------- | ---------------------------------------- |
| 1972        | In the Penal Colony | 1 akte |          | gebaseerd op een verhaal van Franz Kafka |

#### Toneelwerken
- 1964 Three Sisters, muziek voor strijkorkest voor het toneelstuk van Anton Tsjechov
- 1969 Comedy of Errors, voor blazers- en slagwerkensemble voor het toneelstuk van William Shakespeare

### Werken voor koren
- 1962 Hymn to the Sun, voor gemengd koor, slagwerk-ensemble en piano
- 1968 Omittamus Studia, voor mannenkoor - tekst: uit Carmina Burana
- 2001 Lux Aeterna, voor vijfstemmig gemengd koor
- 2002 Evensong Choruses, voor gemengd koor
- 2003 Omittamus Studia (2e versie), voor mannenkoor - tekst: uit Carmina Burana

### Vocale muziek
- 1961 Sinfonia en Gris Mayor, voor alt solo en strijkkwartet - tekst: Rubén Dario
- 1965 The Silent Firefly, voor mezzosopraan, harp, klavecimbel, piano, celesta, altviool en cello
- 1968 3 Songs on Poems of Tu Fu, voor alt, dwarsfluit en piano
- 1977 Three Songs, voor alt, trompet en piano
- 1978 Five Modal Songs, voor alt en piano - tekst: sonnetten van Edna St. Vincent Millay
- 1979 Four Modal Songs, voor alt en piano - tekst: sonnetten van Edna St. Vincent Millay
- 1983 Five Songs, voor sopraan en piano - tekst: Teresa van Deusen
- 1986 Four-Odd Songs, voor bariton en piano

### Kamermuziek
- 1960 Ponies Overland, voor blazerskwintet
- 1968 Triskelion, voor dwarsfluit, viool en cello
- 1968 Cryptical Triptych, voor trombone en piano
- 1968 Five Dream Sequences, voor slagwerk-kwartet en piano
- 1969 Canzona I, voor 4 trompetten, 4 hoorns, 4 trombones, 2 eufonia, 2 tuba's en 3 slagwerkers
- 1971 Midnight Variations, voor tuba en geluidsband
- 1971 Toward the Empyrean, voor saxofoon en geluidsband
- 1972 Trombone Quartet
- 1972 Dances for Small Spaces, voor piano en geluidsband
- 1972 Fancy Dances, voor 3 bas-tuba's
- 1973 Prelude, Fugue, and Big Apple, voor trombone en geluidsband
- 1973 Three Sketches, voor dwarsfluit, contrabas en piano
- 1974 Blazerskwintet nr. 1 (Divertimento)
- 1974 Concerto Basso, voor 4 eufonia en 4 tuba's
- 1974 Partita, voor eufonium en piano
- 1975 Piltdown Fragments, voor tuba en geluidsband
- 1979 Canzona II, voor 4 trompetten, 4 hoorns, 4 trombones, 2 eufonia, 2 tuba's en 3 slagwerkers
- 1979 Flute Quartet nr. 1, voor dwarsfluit, viool, altviool en cello
- 1979 Introduction and Allegro, voor twaalf trombones
- 1980 Sonata, voor viool en altviool
- 1980 Trio Giocondo, voor klarinet, viool en piano
- 1981 Rated X, voor dwarsfluit en contrabas
- 1981 Sonata, voor viool en piano
- 1982 Azure Etude, voor tuba en piano
- 1982 Etudes a Deux, voor twee trombones
- 1983 Praeludium, voor viool en klarinet
- 1983 Suite nr. 1, voor 2 dwarsfluiten, 2 hobo's, 2 klarinetten, 2 fagotten, contrafagot en 4 hoorns
  1. Prelude
  2. Fantasia
  3. Nunc dimittis
  4. Barzelletta
- 1984 Sonatina de Primavera, voor dwarsfluit en gitaar
- 1984 Aubade, voor trompet en piano
- 1985 Brass Trio nr. 1, voor trompet, hoorn en trombone
- 1985 Trombone Trio, voor alt-, tenor- en bastrombone
- 1985 Blazerskwintet nr. 2
- 1985 Oriental Blue, voor dwarsfluit, cello en piano
- 1986 Waldszenen, voor twaalf hoorns
- 1986 Brass Trio nr. 2, voor trompet, hoorn en trombone
- 1986 Brass Trio nr. 3, voor trompet, hoorn en trombone
- 1987 Flute Quartet nr. 2, voor dwarsfluit, viool, altviool en cello
- 1987 Brass Quintet nr. 1, voor koperkwintet
- 1988 Fanfare and Celebration, voor 2 trompetten, hoorn, trombone en tuba
- 1988 Quelques Danses, voor altviool en klavecimbel
- 1988 Oil of Dog, voor koperkwintet
- 1988 Sonatina de Verano, voor dwarsfluit en gitaar
- 1989 Panda Dances (Blazerskwintet nr. 3)
- 1989 Canzona IV, voor 4 trompetten, 4 hoorns, 4 trombones, 2 tuba's, pauken en 2 slagwerkers (gebaseerd op "Masque of the Red Death" van Edgar Allan Poe)
- 1990 Concertino in Silver and Bronze, voor dwarsfluit solo, 4 trompetten, 4 hoorns, 4 trombones, 2 eufonia, 2 tuba's, pauken en 2 slagwerkers
- 1990 Fanfares on Medieval English Melodies, voor 2 trompetten, 2 hoorns, 2 trombones, 2 tuba's en pauken
- 1990 Bagatelles, voor eufonium en piano
- 1991 Canzonetta, voor hoorn en piano
- 1991 Flute Quartet nr. 3, voor dwarsfluit, viool, altviool en cello
- 1992 Shapes in Bronze, voor 2 eufonia en 2 tuba's
- 1992 Summer Dances, voor hobo en marimba
- 1992 Villanella, voor tuba en piano
- 1993 Contrasts!, voor twaalf eufonia
- 1993 Romanza, voor klarinet en piano
- 1994 Harlequinade, voor blazerskwintet en piano
- 1995 Nocturne in Blue, voor dwarsfluit en piano
- 1995 Shapes of Klee (Brass Trio nr. 4), voor trompet, hoorn en trombone
- 1995 A Chukchi Folk Tale, voor spreker, viool, cello en piano
- 1996 Shortened Suite, voor trompet en fagot
- 1997 Variations, voor hobo, althobo en fagot
- 1997 Autumn Pastorale, voor hobo d'amore en piano
- 1998 Trio Fantastico, voor hobo d'amore, fagot en piano
- 1999 Scherzino, voor bas-hobo, fagot en piano
- 1999 A Suite of Klee, voor hobo, klarinet en fagot
- 1999 Bamboo, voor dwarsfluit, viool, cello en piano
- 2000 Five Modal Miniatures (Wind Quintet nr. 4)
- 2000 Imaginary Dances, voor klarinet en piano
- 2000 Twelve Horn Trios, voor drie hoorns
- 2001 Suite for Two, voor hobo en klarinet
- 2001 Rondino Fantastico, voor 3 dwarsfluiten en 1 altfluit
- 2001 Summer Suite, voor blazerskwintet
- 2002 Duologues, voor hoorn en fagot
- 2002 Chevaliers Variations, voor 3 fagotten en contrafagot
- 2002 Fanfare and Processonal, voor 3 trompetten, 4 hoorns, 3 trombones, 2 eufonia, tuba
- 2003 Nonet, voor dwarsfluit, hobo, Bes klarinet en A klarinet, fagot, hoorn, viool, altviool, cello en contrabas
- 2008 Greetings! Fanfare, voor tuba/eufonium-kwartet
- 2008 Tuba Duos, voor twee tuba's en piano

### Werken voor piano
- 1967 Drie stukken
- 1976 Six Shades of Blue
- 1994 Lisa's Dance
- 1996 Chaconne
- 2006 Woof 'n' Warp Rag